# Villarcayo de Merindad de Castilla la Vieja
Villarcayo de Merindad de Castilla la Vieja es un municipio español, en la comunidad autónoma de Castilla y León y la provincia de Burgos. Es la capital de la comarca de Las Merindades. Son destacables la plaza Mayor y la iglesia de Santa Marina.
La villa es atravesada por el río Nela, y se encuentra situada en la zona oeste de un amplio valle. 
Se caracteriza por sus fiestas patronales de julio y agosto y por tener una elevada industrialización, gracias a su polígono industrial, que fue ampliado en 2012.

## Geografía
Integrado en la comarca de Las Merindades, de la que ejerce de capital, se sitúa a 75 kilómetros de la capital burgalesa. El término municipal está atravesado por la carretera nacional N-232, entre los pK 537 y 548, por las carreteras autonómicas CL-628, que conecta con Medina de Pomar, y CL-629, que se dirige hacia Bilbao, por las carreteras provinciales BU-561, que conecta con Pedrosa de Valdeporres, y BU-562, que se dirige a Cornejo, y por otras carreteras locales que permiten la comunicación con los municipios vecinos de Merindad de Montija, Merindad de Cuesta-Urria, Valle de Manzanedo y Merindad de Sotoscueva. 
| Noroeste: Merindad de Sotoscueva | Norte: Merindad de Sotoscueva | Nordeste: Merindad de Montija     |
| Oeste: Merindad de Valdeporres   |                               | Este: Medina de Pomar             |
| Suroeste: Valle de Manzanedo     | Sur: Merindad de Valdivielso  | Sureste: Merindad de Cuesta-Urria |

El relieve del municipio está definido por el valle del río Nela y las montañas que lo circundan, además de por algunos arroyos y pequeños ríos afluentes del río Nela, como el río Trema. El río Nela procede de Merindad de Valdeporres dando lugar a un amplio valle en el que se asienta el pueblo antes de pasar a Medina de Pomar. Por el extremo suroccidental también pasa el río Ebro. Entre las cuencas de ambos ríos principales, por el sureste del territorio, se alza la sierra de la Tesla, donde se alza Peña Corva (1332 metros) en el límite con Merindad de Valdivielso. Por el noroeste, también separando las cuencas de los ríos principales, se alza otra cadena montañosa, la sierra de Villasopliz, que supera los 1100 metros de altitud. Por el norte surgen las primeras estribaciones de la cordillera Cantábrica, con cumbres cercanas a los 900 metros. La altitud oscila por tanto entre los 1332 metros al sureste (Peña Corva) y los 570 metros a orillas del río Nela. El pueblo se alza a 596 metros sobre el nivel del mar. 

## Administración y política
El municipio se creó por fusión de los municipios de Villarcayo y Merindad de Castilla la Vieja, el 26 de noviembre de 1974. Posteriormente, el 27 de julio de 1979, se segregó del mismo una parte de su término municipal, que pasó al municipio de Medina de Pomar. El territorio segregado fue el correspondiente a las entidades locales menores de Miñón y Villamezán.

### Entidades locales menores
El municipio comprende veintiséis entidades locales menores:
- La Aldea
- Andino
- Barriosuso
- Barruelo
- Bisjueces
- Bocos
- Campo
- Casillas
- Céspedes
- Cigüenza
- Escaño
- Fresnedo
- Horna
- Incinillas
- Mozares
- La Quintana de Rueda
- Quintanilla de los Adrianos
- Salazar
- Santa Cruz de Andino
- Torme
- Tubilla
- Villacanes
- Villacomparada de Rueda
- Villalaín
- Villanueva la Blanca
- Villanueva la Lastra

Endeudamiento del Ayuntamiento de Villarcayo.
A 31 de diciembre de 2009 el endeudamiento en el que ha incurrido el ayuntamiento de Villarcayo asciende a 1 693 000 euros, según las cifras publicadas por el Ministerio de Economía y Hacienda. El punto máximo de la deuda del municipio llegó en el año 2012 con 2.342.000€. A fecha del 2020 la deuda ascendía a 820.122,51€ con previsión de llegar a deuda cero en el año 2025 aunque la intención sería de llegar en 2023.

### Elecciones municipales
Históricamente y hasta abril de 2019 (ya que en las elecciones del 10 de noviembre volvió a ganar), Villarcayo de Merindad de Castilla la Vieja ha sido un feudo del Partido Popular, ya que, a excepción de las elecciones generales de 1977 y 1979, así como en las primeras elecciones municipales democráticas (1979), en las cuales UCD fue la fuerza más votada en el municipio, el PP había ganado todos los comicios celebrados hasta entonces: municipales, autonómicos, generales y europeos. En las elecciones locales, celebradas el 24 de mayo de 2015, una política de pactos dio la alcaldía al partido Ciudadanos, lo cual rompió con la hegemonía del PP en el municipio. Votaron 2559 personas, el 75,53 % del censo electoral. El 10 de enero de 2017, una moción de censura consensuada entre el PP e IMC (hasta septiembre de 2016 en el gobierno con Cs) derrocó a Miguel de Lucio, resultando elegido alcalde Adrián Serna, de la plataforma Iniciativa Merindades de Castilla (IMC).
El 15 de junio de 2019, como resultado de las elecciones y arrebatando la mayoría de votos al PP por primera vez desde 1979, Adrián Serna del Pozo fue reelegido alcalde al ser la lista más votada IMC. En las elecciones municipales del año 2023, Adrián Serna revalida el cargo, esta vez integrado en las listas del Partido Popular.
| Elecciones municipales, 28 de mayo de 2023 |       |         |            |
| Partido                                    | Votos | %       | Concejales |
| PP                                         | 822   | 38,11 % | 5          |
| MCVI                                       | 437   | 20,26 % | 2          |
| Vía Burgalesa                              | 407   | 18,87 % | 2          |
| PSOE                                       | 344   | 15,95 % | 2          |

| Periodo   | Nombre                                                                 | Partido |
| --------- | ---------------------------------------------------------------------- | ------- |
| 1979-1983 | Eugenio Sainz González                                                 | UCD     |
| 1983-1987 | Roberto Varona Ordoño                                                  | AP      |
| 1987-1991 | Roberto Varona Ordoño                                                  | PP      |
| 1991-1995 | Eugenio Sainz González (1991-1993) Mercedes Alzola Allende (1993-1995) | PP      |
| 1995-1999 | Mercedes Alzola Allende                                                | PP      |
| 1999-2003 | Mercedes Alzola Allende                                                | PP      |
| 2003-2007 | Mercedes Alzola Allende                                                | PP      |
| 2007-2011 | Mercedes Alzola Allende                                                | PP      |
| 2011-2015 | Mercedes Alzola Allende                                                | PP      |
| 2015-2019 | Miguel de Lucio Delgado (2015-2017) Adrián Serna del Pozo              | Cs IMC  |
| 2019-2023 | Adrián Serna del Pozo                                                  | IMC     |
| 2023-act. | Adrián Serna del Pozo                                                  | PP      |

## Geografía
El término municipal ocupa el centro de la comarca de Las Merindades, en el norte de la provincia de Burgos. Es una zona llana, limitada al sur por el río Ebro y la sierra de la Tesla y al norte por las primeras estribaciones de la Cordillera Cantábrica. Es atravesado por los ríos Nela y Trema, caudalosos afluentes del Ebro.
La villa está considerada el principal nudo de comunicaciones del norte de la provincia.

### Carreteras
El municipio está conectado por carretera con:
- Burgos y Bilbao a través de la carretera autonómica CL-629 de Sotopalacios N-623 a El Berrón BI-636 pasando por Villarcayo y también por el puerto de La Mazorra.
- Con Medina de Pomar a través de la CL-628
- Con la Merindad de Valdeporres a través de la BU-561
- Gracias a la intersección en la pedanía de Incinillas con Santander y Logroño a través de la N-232 de Vinaroz, en la provincia de Castellón hasta Cabañas de Virtus, en la provincia de Burgos.

Para conectar las pedanías del municipio existe una red de caminos rurales y también de carreteras provinciales: 
- BU-V-5412, que partiendo de la CL-629 nos conduce a la BU-V-5411 pasando por Céspedes.
- BU-V-5613, partiendo de Cigüenza (BU-5610) nos conduce a Linares en Sotoscueva atravesando Casillas y Salazar.
- BU-V-5627 de Villanueva la Blanca a BU-5620.

Circunvalación
En 2008, se abrió la variante sureste de la localidad, que permite ir de Burgos a Medina de Pomar sin entrar en el casco urbano de Villarcayo. 
Todavía se encuentra en proyecto la necesaria variante este-norte, que permita la circulación entre Burgos y Cantabria-Vizcaya sin pasar por el casco urbano. Esta variante está presupuestada en 4,6 millones de euros, y está a la espera de recibir financiación estatal y autonómica.

### Autobuses interurbanos

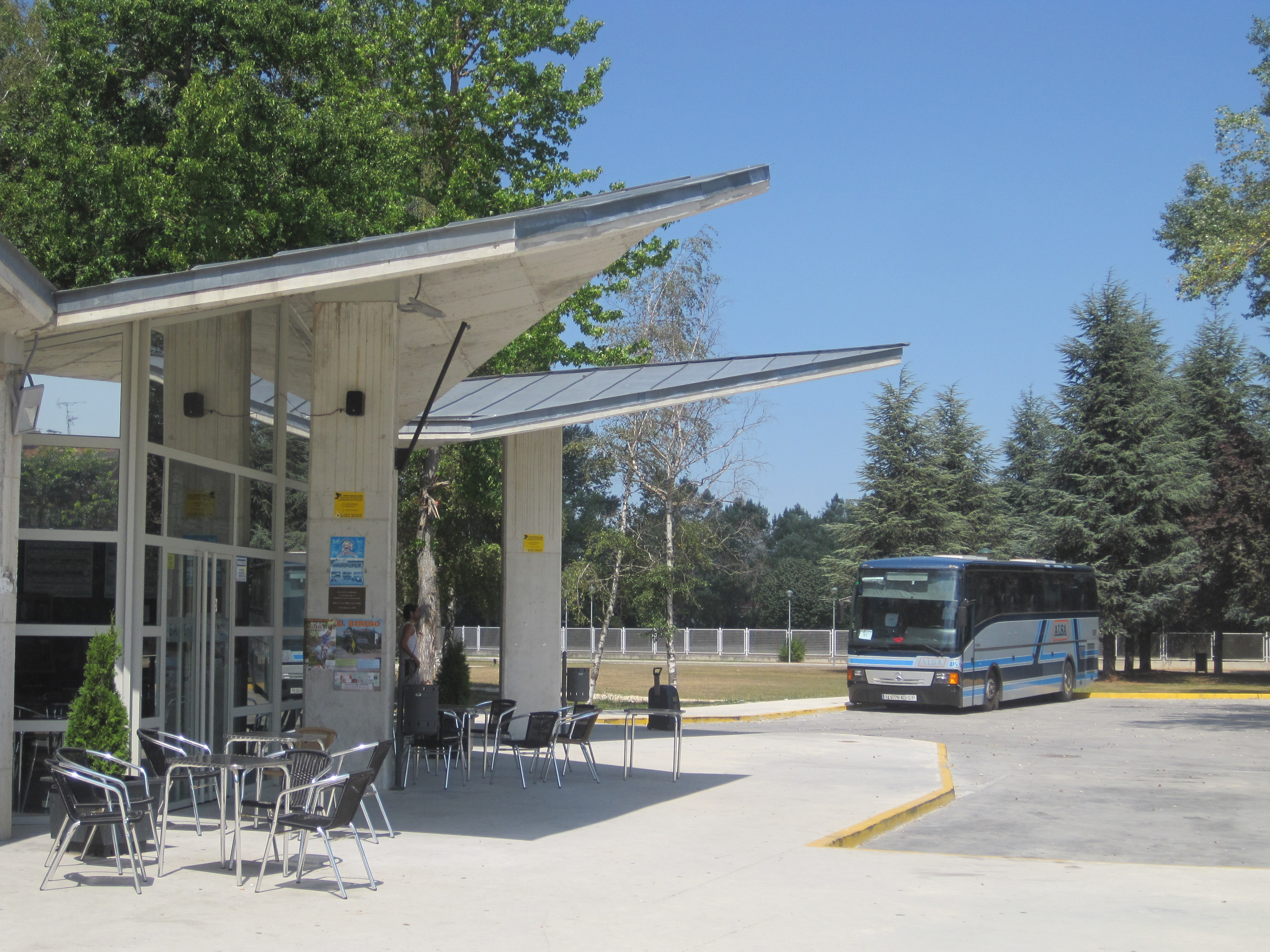
La estación de autobuses de Villarcayo conecta el municipio diariamente con ciudades como Burgos, Bilbao o Medina de Pomar, entre otras.

Actualmente, existe un servicio diario de autobuses hacia Burgos y Bilbao ofrecido por la compañía ALSA-Continental Auto. El servicio cuenta un total de cuatro frecuencias diarias, que también unen el municipio con otros cercanos, como Medina de Pomar. Este servicio proviene originalmente de la ruta que la empresa ANSA inició entre Bilbao y Villarcayo, con futuros servicios también a Medina, y que luego fue integrada en diversas compañías hasta finalmente ser parte de ALSA.
Para conectar las pedanías con Villarcayo existe un servicio de transporte a la demanda ofrecido por la Junta de Castilla y León. 
El 21 de julio de 2008 entró en funcionamiento la estación de autobuses de Villarcayo, situada en la calle San Roque, en el complejo de la Residencia. Dicha estación fue inaugurada por el presidente de la Junta de Castilla y León, Juan Vicente Herrera, el 29 de agosto de 2008.

### Ferrocarril
Hasta su cierre en 1985 el municipio contaba con una estación del ferrocarril Santander-Mediterráneo en la pedanía de Horna. En la actualidad esta vía está siendo acondicionada para su reconversión en vía verde. La localidad se encuentra situada a pocos kilómetros de la estación de FEVE de Espinosa de los Monteros, ofreciendo servicios a León, Bilbao y otros municipios del norte de las Merindades.

### Medio ambiente
El 13 % de su término (1990,99 hectáreas) queda afectado por la ZEPA Sierra de la Tesla-Valdivielso, situada al sur del municipio, donde destacan las siguientes especies: buitre leonado (Gyps fulvus); aguilucho pálido (Circus cyaneus); alimoche (Neophron percnopterus) y chova piquirroja (Pyrrhocorax pyrrhocorax).
La estación de tratamiento de aguas está ubicada en Cigüenza, y toma agua del manantial Gazapillos y del río Nela en períodos estivales.
La estación depuradora municipal, que lleva en óptimo funcionamiento desde 1991, se construyó de manera experimental basándose en tratamientos blandos (sol, temperatura, viento...) sin aditivos químicos.
Tanto la potabilizadora como la depuradora de aguas se encuentran certificadas según las normas UNE-EN-ISO 9001 y 14001, de Calidad y Ambiente.

## Etimología
Según algunos estudiosos el nombre de Villarcayo podría venir del Villa de Arcadio, antropónimo de origen hispanorromano.
La primera constancia escrita de este lugar data del año 959, en una escritura de donación registrada en el Cartulario de Cardeña hecha por Doña Fronilde, nuera de Fernán González a un monasterio de Cigüenza de la iglesia de San Juan: "et in Fonte Arcayo celia Sancti Joannis"
En el siglo XI aparece nombrado el lugar de Fonte Archayo en el cartulario de San Salvador de Oña, en el documento de donación del cenobio por los condes Sancho García y Urraca. La actual denominación de la villa no aparecería hasta setenta años después.

## Historia
No se dispone de información detallada referida a esta zona en concreto y a sus habitantes en fechas anteriores a la repoblación y la Reconquista, salvo que debió de ser solar de tribus cántabras y autrigonas romanizadas, y que antes de afianzarse el nombre de "Castilla", se conocía como Bardulia, según refiere la Crónica de Alfonso III: "Bardulia, que nunc appellatur Castella". 
Debió de ser a mediados del siglo IX cuando los cristianos que habían sido empujados al norte de la Cordillera Cantábrica con la invasión musulmana, empezaron salir de sus refugios septentrionales para ocupar el valle del Ebro construyendo las fortificaciones que dieron nombre a esta tierra. Aprovechando la debilidad del emirato de Córdoba, el rey Ordoño encargó a Rodrigo de Castilla —quien terminaría por ser el primer conde castellano— la expansión y repoblación del reino astur en sus confines orientales.
En 1186, el lugar no debía ser mucho más que una granja o quinta, de la que tenemos noticia por un documento de donación de Alfonso VIII al monasterio de Quintanajuar que confirma la cesión de "las hierbas de la granja de Villarcayo"
Casi doscientos años más tarde, el Becerro de las Behetrías señala a este sitio como de realengo, y de behetría de linaje ligada a Pedro Fernández de Velasco (la behetría de linaje suponía que el pueblo podía elegir a su señor, siempre que su origen fuese del lugar). Se reconocía además, derechos solariegos de los monasterios de Rioseco y Oña, aunque estos derechos se extinguieron al gravar sobre lugares yermos.
En 1560 se establece Villarcayo como el centro administrativo del merino y de las antiguas siete merindades. Históricamente la Merindad de Castilla la Vieja formó parte de las siete antiguas Merindades.

## Demografía
| Gráfica de evolución demográfica de Villarcayo entre 1842 y 1970 |
| |
| Entre el censo de 1930 y el anterior, crece el término del municipio porque incorpora a 09509 (Bocos) Entre el censo de 1981 y el anterior, este municipio desaparece porque se agrupa en el municipio 09903 (Villarcayo de Merindad de Castilla la Vieja) Población de derecho según los censos de población del INE Población de hecho según los censos de población del INE |

En 1843 pertenecía al partido de Villarcayo y contaba con 268 habitantes.
Según datos del INE en el año 2019 el municipio contaba con 4097 habitantes. Con la misma fuente en el año 2010 el municipio contaba con una población de 4855 habitantes, 2576 hombres y 2279 mujeres. El municipio cuenta con unos 800 habitantes de origen extranjero. La colonia más numerosa es la procedente de Bulgaria.
Villarcayo de Merindad de Castilla la Vieja cuenta con una población de 4043 habitantes (INE 2024).
| Gráfica de evolución demográfica de Villarcayo de Merindad de Castilla la Vieja entre 1981 y 2021 |
| |
| Población de derecho según los censos de población del INE Población de hecho según los censos de población del INEEntre el censo de 1981 y el anterior, aparece este municipio porque se fusionan los municipios Merindad de Castilla la Vieja y Villarcayo. |

### Demografía reciente del núcleo principal
La localidad de Villarcayo contaba a 1 de enero de 2010 con una población de 3714 habitantes, 1938 hombres y 1776 mujeres.
| Gráfica de evolución demográfica de Villarcayo (localidad) entre 2000 y 2019                     |
|                                                                                                  |
| Población de derecho (2000-2011) según los censos de población del INE a 1 de enero de cada año. |

## Entidades de población
El municipio comprende treinta y dos entidades singulares de población:
- La Aldea
- Andino
- Barriosuso
- Barruelo
- Barruso
- Bisjueces
- Bocos
- Campo
- Casillas
- Céspedes
- Cigüenza
- Escanduso
- Escaño
- Fresnedo
- Horna
- Incinillas
- Lechedo
- Mozares
- La Quintana de Rueda
- Quintanilla de los Adrianos
- Quintanilla Socigüenza
- Salazar
- Santa Cruz de Andino
- Torme
- Tubilla
- Villacanes
- Villacomparada de Rueda
- Villalaín
- Villanueva la Blanca
- Villanueva la Lastra
- Villarcayo (capital)
- Villarías

## Economía
Villarcayo se caracteriza por una economía diversificada, la cual le ha permitido soportar mejor la crisis económica.

### Sector primario

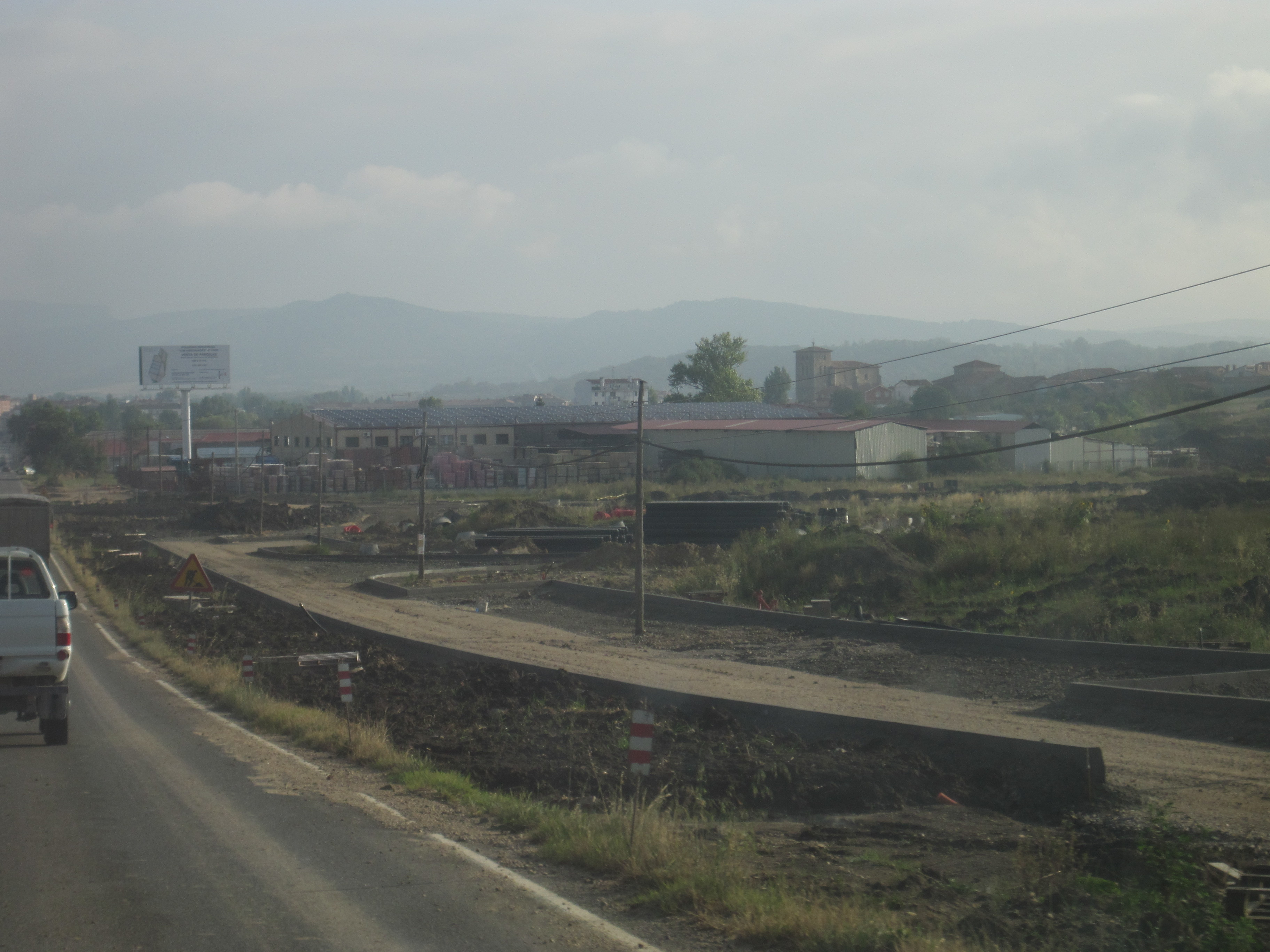
Obras de ampliación del polígono industrial, cuya cuarta fase entrará en funcionamiento hacia 2012.

### Sector secundario
La villa posee una elevada industrialización, en torno a sectores como el agroalimentario o el de los materiales constructivos.
Polígono industrial las Merindades
En 2012, se encuentra en obras la cuarta fase de ampliación del polígono industrial de Las Merindades, situado en la zona sur de la localidad, junto a la carretera de Burgos. Tiene prevista su finalización para finales de año. Constará de casi 340 225 m², el equivalente a la superficie actual existente de las anteriores fases.

### Sector terciario
Villarcayo es un municipio receptor de turismo de interior, ya que cuenta con un amplio patrimonio monumental y paisajístico.

## Monumentos y lugares de interés

### Arquitectura civil
Toda la villa de Villarcayo fue declarada Bien de Interés Cultural en la categoría de Conjunto Histórico el 19 de junio de 2007.
Plaza Mayor y Casa Consistorial

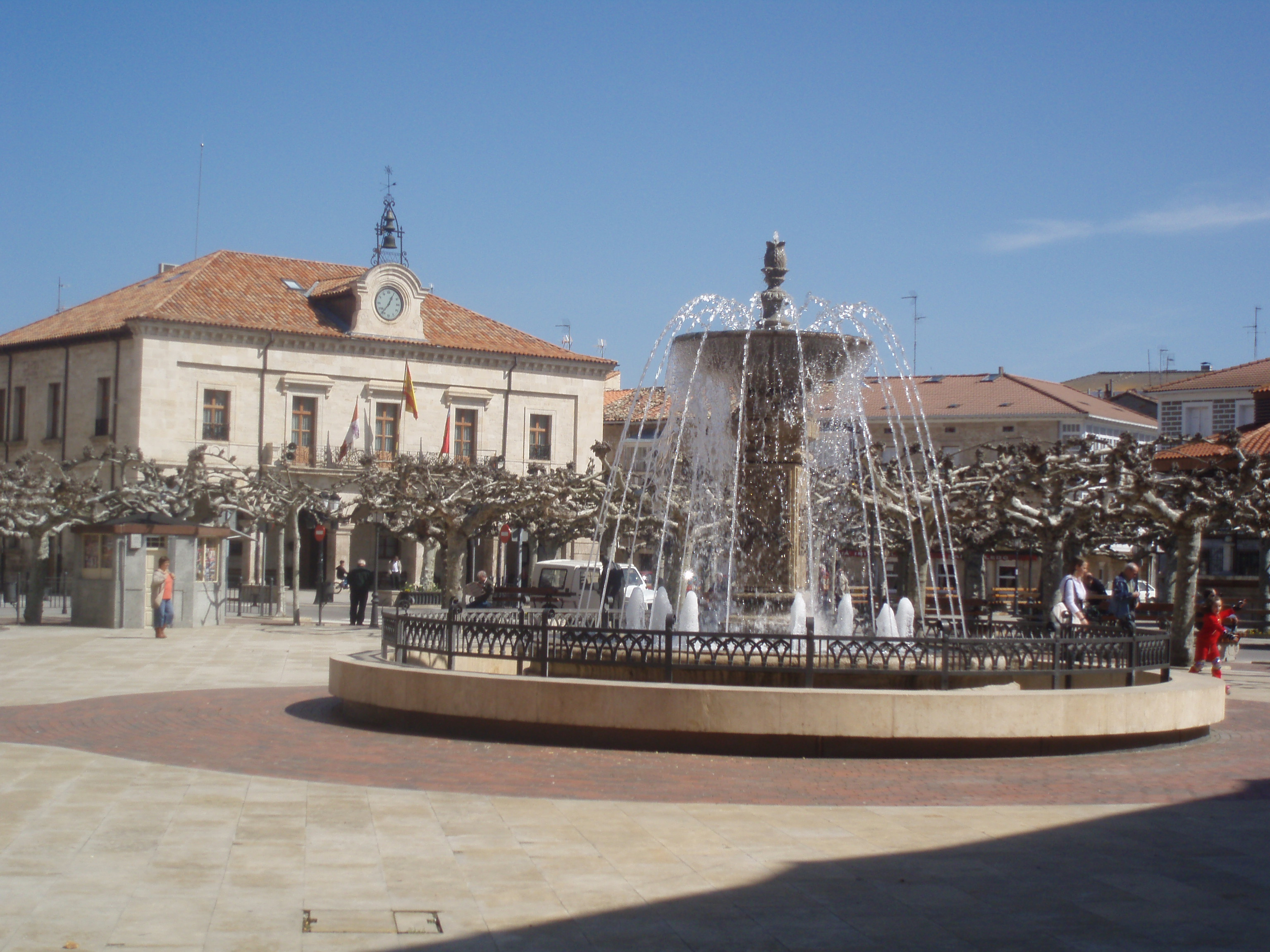
Plaza Mayor, al fondo, la Casa Consistorial.

Forma un conjunto de urbanismo rural típico del norte de Castilla. Destaca el edificio que aloja la Casa Consistorial, construido en 1891. La plaza también cuenta con una hermosa fuente iluminada construida a principios del siglo XX. 
Torre del reloj
Situada detrás del ayuntamiento, en el edificio del juzgado, que ocupa las dependencias de la antigua casa de justicia y cárcel, de las que quedan pocos restos: Un escudo con las armas reales de España y la denominada Torre del Reloj (siglo XVI). En 1997 fueron enriquecidas sus paredes, a iniciativa de la Asociación Cultural Amigos de Villarcayo, con los escudos de las siete antiguas merindades de Castilla la Vieja.
Casas blasonadas
Situadas en la calle Santa Marina. Nos hablan de la importancia de Villarcayo como lugar de residencia de las más linajudas familias de las Merindades. En la segunda Guerra Carlista fue incendiado el pueblo y desapareció parte del vestigio antiguo de la villa. Las únicas casas que sobrevivieron son las casas de la familia Díez Isla y de la familia Danvila de los siglos XVII y XVIII.
Residencia "Las Merindades"
Situada a la salida de Villarcayo por la carretera de Bilbao. Construida en los años sesenta por una institución de ahorro vizcaína como residencia infantil en régimen de internado, su propietaria en la actualidad es la Junta de Castilla y León, albergando en ella un centro de educación primaria, una residencia de ancianos, y un centro de salud y especialidades médicas. Destaca la amplitud de sus zonas verdes, auténtico jardín botánico por la diversidad de su arboleda. Cuenta además con una original capilla moderna, dedicada a Nuestra Señora de los Ángeles, en la que destaca una enorme vidriera que representa "La Creación".

### Arquitectura religiosa
Iglesia de Santa Marina

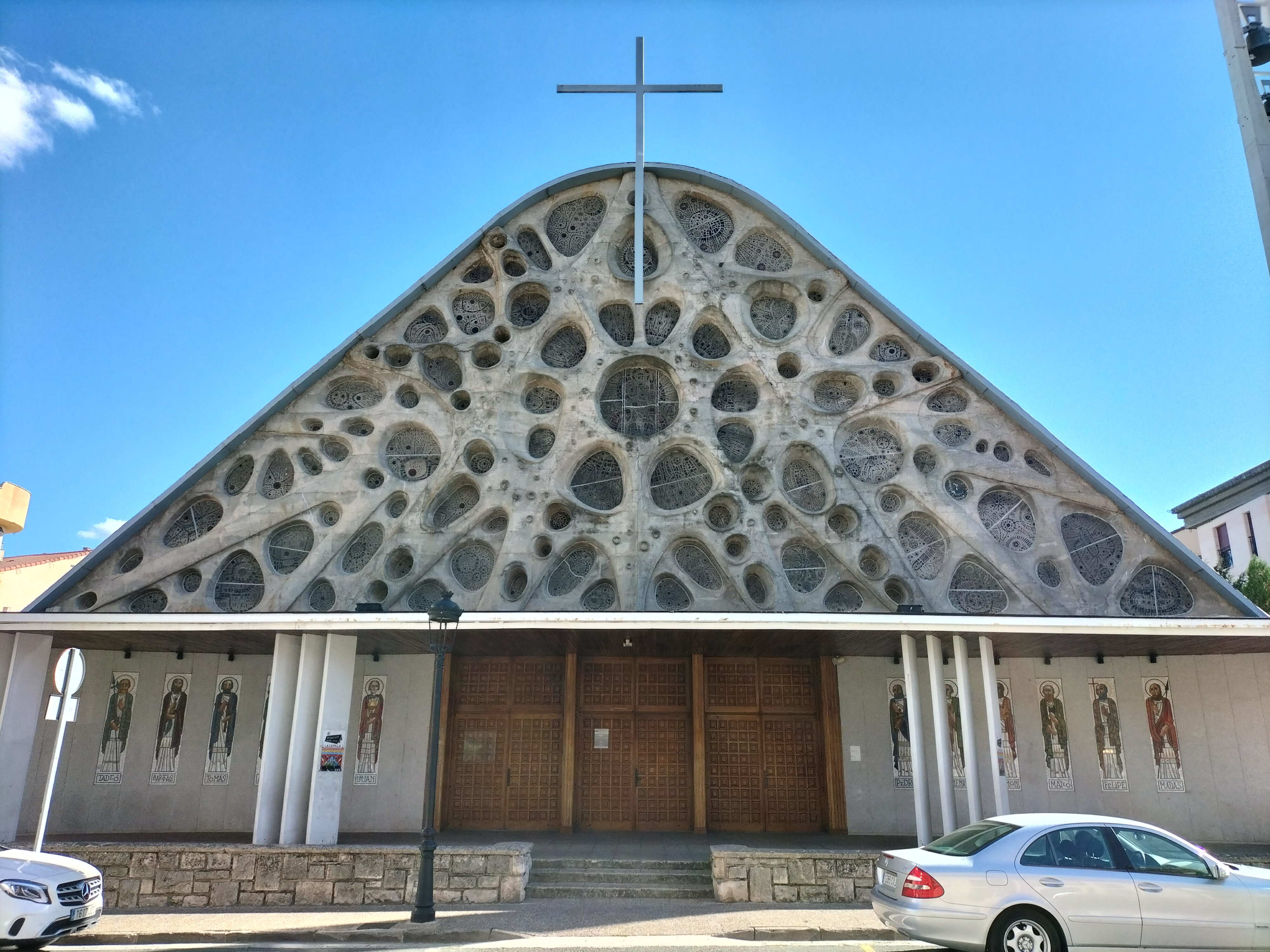
Fachada de la iglesia de Santa Marina

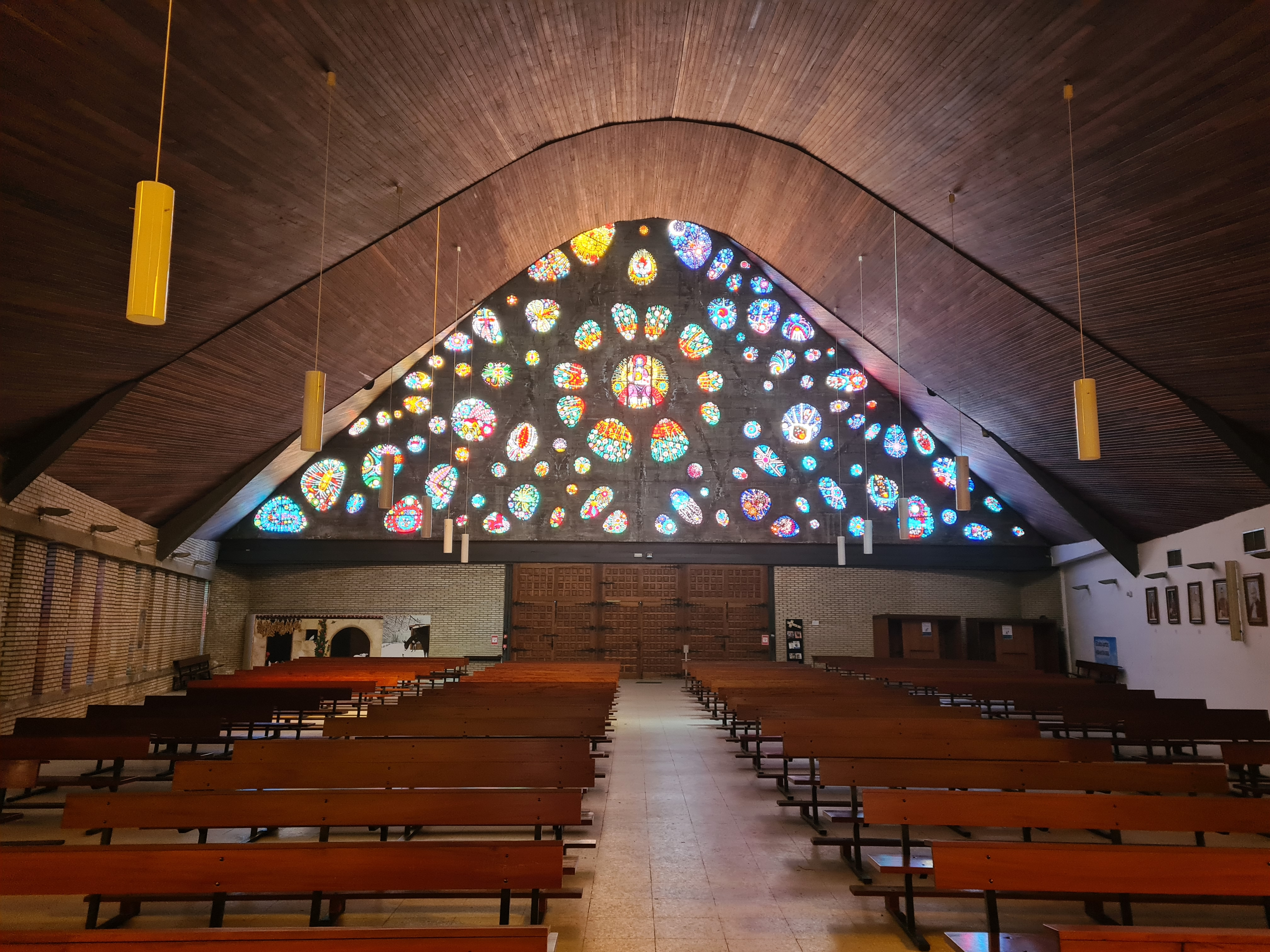
Interior de la iglesia de Santa Marina, visto desde el prebiterio

Moderno edificio construido en 1967 y diseñado por el arquitecto José Luis Gutiérrez Martínez. Concebida como una gigantesca tienda de campaña beduina su estilo se podría definir como "gótico gaudeano”, por la gran influencia que en su concepción tienen las formas de Gaudí. De especial mención es la belleza y la abundancia de sus vidrieras, realizadas por el artista zamorano Luis Quico.
Ermita de San Roque

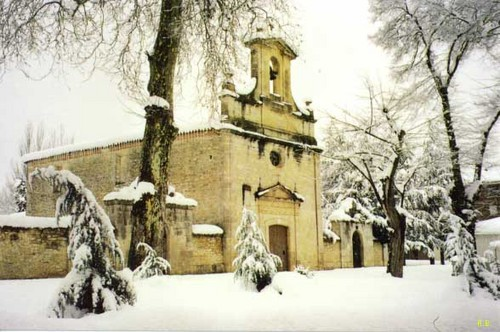
Ermita de San Roque.

Situada a la salida de Villarcayo por la carretera de Bilbao. La ermita actual es una reconstrucción realizada en 1784 sobre otra ermita anterior. Su altar dedicado a san Roque fue construido en el siglo XIX. Desde hace varios años[¿cuándo?] una asociación se encarga de la restauración y cuidado de la ermita. 
Monasterio de Santa María la Real de Vileña
Situado a la salida de Villarcayo en un moderno edificio junto a la carretera de Medina de Pomar. Emplazado en Villarcayo desde 1970, en su interior hay un museo con una excelente colección de sepulcros góticos: destacan el de la reina Urraca López de Haro, la fundadora del convento, y los sepulcros de los Rojas en madera policromada. En imaginería religiosa sobresale la talla de Santa María de Vileña del siglo XIV y el calvario del siglo XIV, y en pintura el fresco de Jesucristo Resucitado y los restos del antiguo artesonado. Así mismo, se conserva una importante colección de documentos.

### Archivo Histórico de las Merindades
La villa conserva el archivo histórico más importante de la provincia después del de la capital. En él se conserva buena parte de la documentación de las Merindades desde el siglo XVIII.

### Monumentos en las pedanías

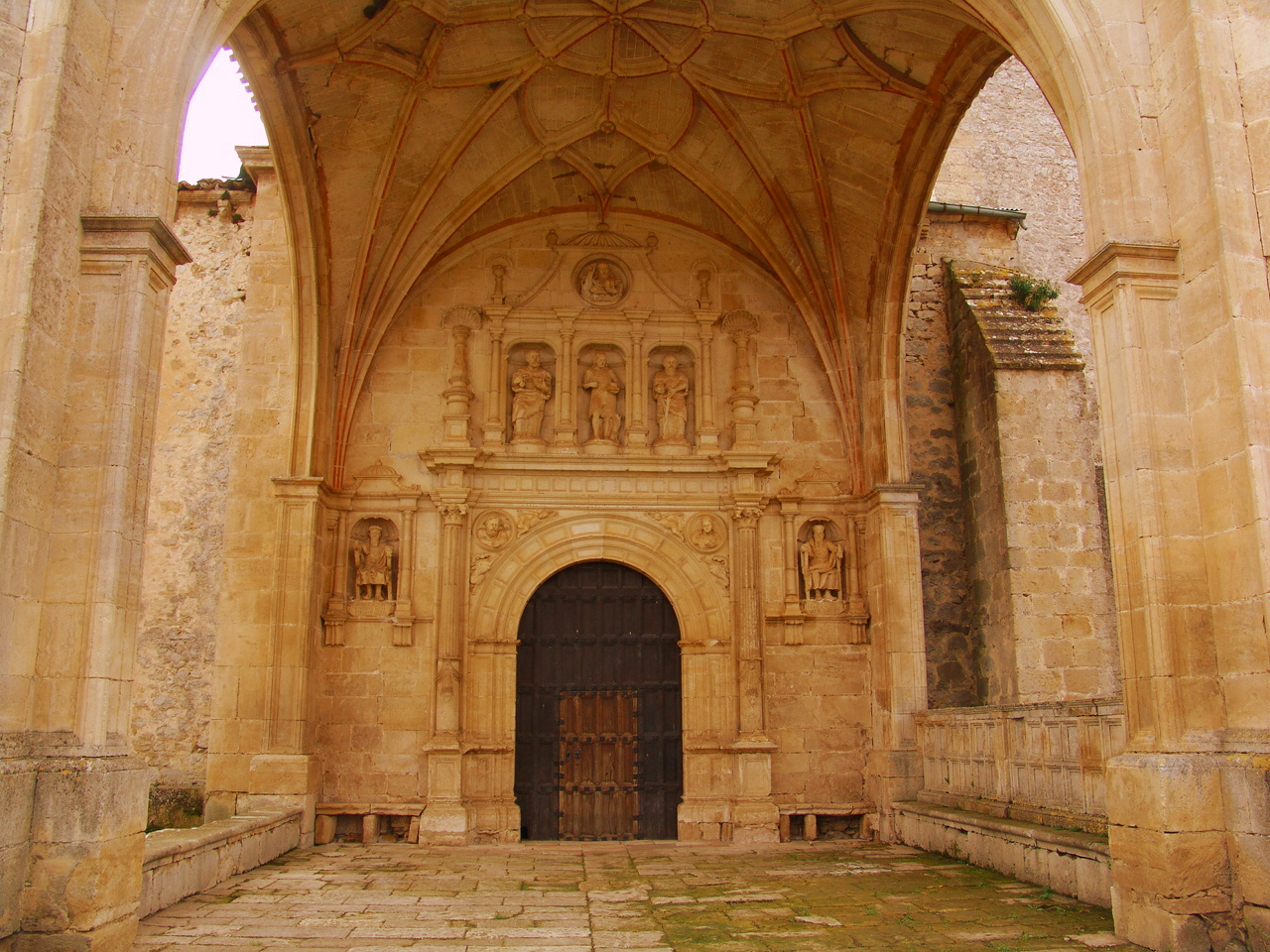
Portada de la iglesia católica de San Juan Bautista de Bisjueces, estatuas de los Jueces de Castilla.

El testimonio de la Alta Edad Media queda reflejado en el eremitorio de "La Mosquita" en Incinillas, y en necrópolis como las de San Andrés, en Cigüenza, y Peña Horrero en Fresnedo, enclavada en un impresionante cerro. La mayoría de las iglesias de la Merindad cuentan con elementos románicos, destacando por su interés artístico las de Villacomparada de Rueda, Torme y Escaño. El Gótico y el Renacimiento tienen su mejor representación en las iglesias de Bisjueces y La Aldea, así como en el retablo de la iglesia de Horna. Salazar y Villanueva la Blanca conforman los conjuntos de mayor interés arquitectónico. La casa rural característica es de planta cuadrada, con solanas, cubierta a cuatro aguas y utiliza la piedra en su construcción. Existen numerosas casas con blasones y otros elementos de la arquitectura culta. En sus localidades destacan los siguientes elementos:
- La Aldea: iglesia de la Santa Cruz, fundamentalmente gótica aunque con algún elemento románico de transición. En el exterior destaca la gran torre, de aspecto militar (siglo XIV) situada a los pies de la iglesia, de características únicas en la comarca. Casa-torre de los Salazar y Zorrilla (siglo XVI).
- Bisjueces: aquí señala la tradición el lugar donde los Jueces Laín Calvo y Nuño Rasura impartían justicia. Iglesia parroquial de San Juan, renacentista con valioso pórtico del siglo XVII, que cobija una elegante portada renacentista. En ambos lados de la puerta se encuentran las estatuas sedentes de los jueces.
- Villalaín: iglesia parroquial de Santa Eulalia del siglo XVI. Palacio-torre de la familia Díez de la Isla, construcción del siglo XIV, con arquería renacentista y escalera monumental. Ermita de Santa María del Torrentero, originariamente románica reformada en los siglos XV y XVI. Cuenta en su interior con interesantes pinturas murales de finales del siglo XIV.
- Horna: casa-fuerte de los López de Cartes (siglo XVI), tesoreros de las Merindades. Iglesia de San Andrés, de factura del siglo XVI, con portada de la época. En su interior conserva un hermoso retablo del Renacimiento (siglo XVI) con magníficos relieves representando pasajes de la Virgen y del Señor.
- Cigüenza: iglesia parroquial de San Lorenzo del siglo XVIII. Ermita de Nuestra Señora de la Tabla, siglo XVIII. Necrópolis altomedieval de San Andrés con sepulcros antropomorfos excavados en roca. Iglesia de San Salvador de Escaño

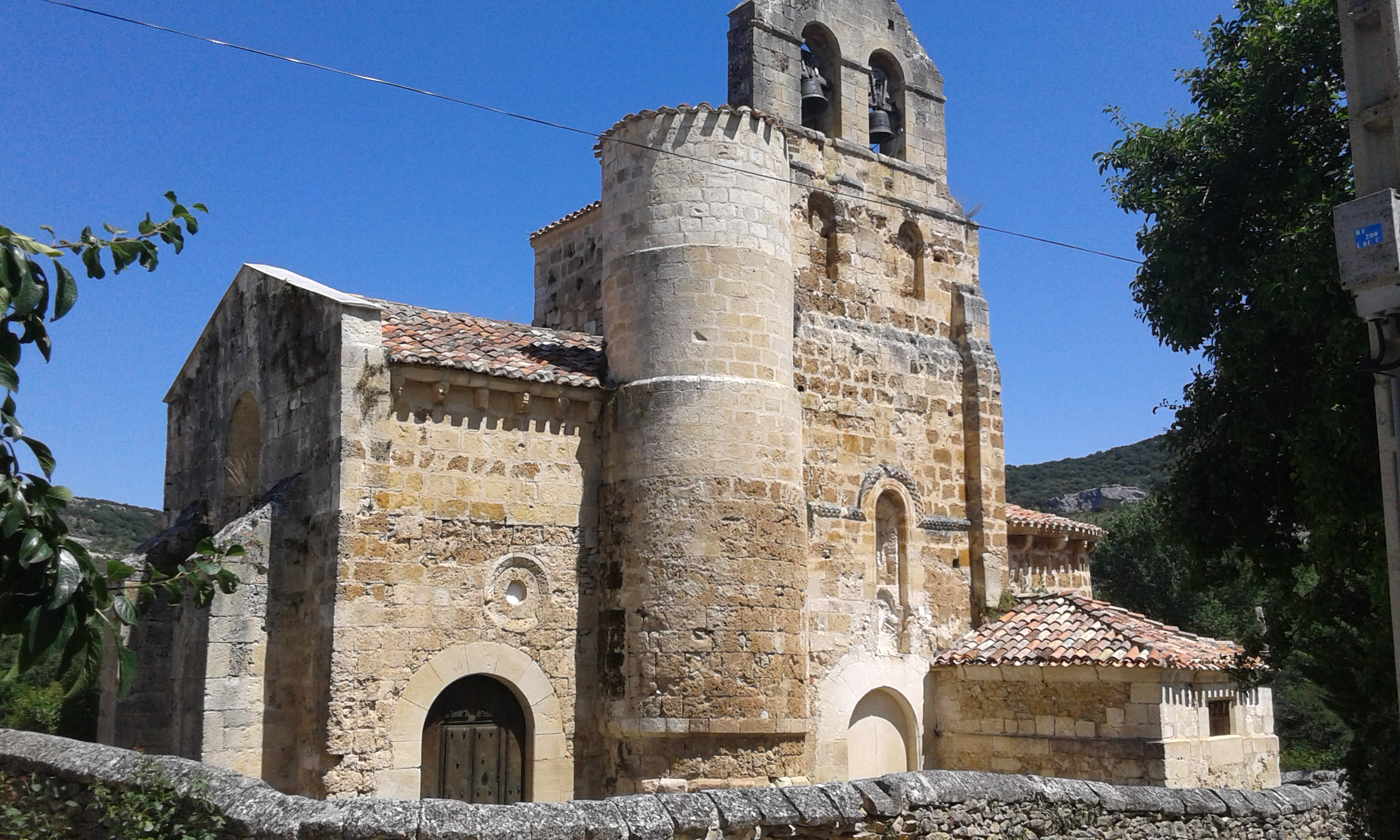
Iglesia de San Salvador de Escaño

- Escanduso: iglesia de San Andrés, con estructura románica, considerada como una de las más pequeñas del arte románico en el mundo.
- Escaño: iglesia románica de San Salvador; destaca el ábside con elementos decorativos de interés. Se conserva una inscripción en latín con fecha de 1121.

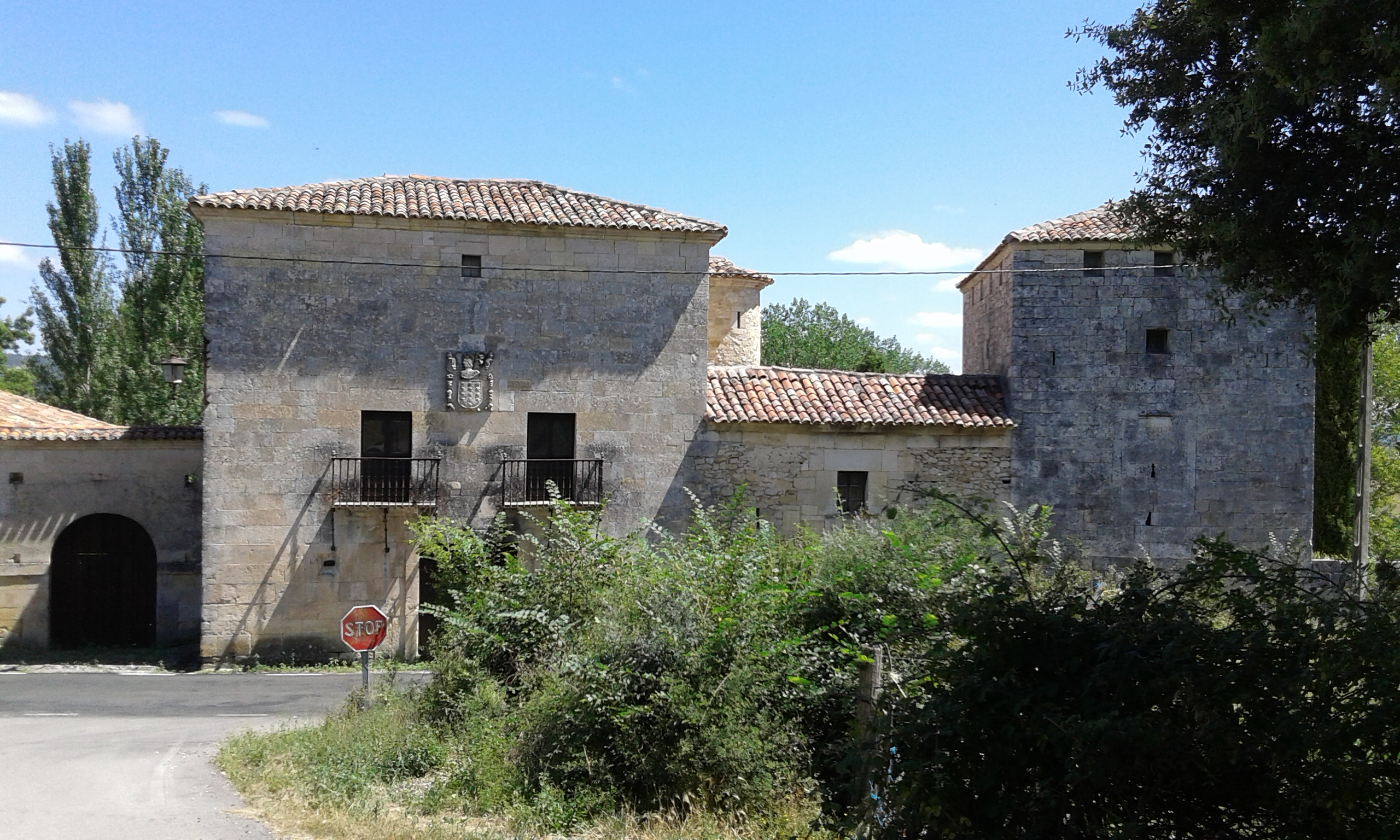
Casa señorial en Salazar

- Salazar: núcleo de gran interés histórico-artístico que conserva numerosas casas blasonadas, de excelente construcción, en algunos casos completas de sillería con zaguanes y excelentes escudos. Iglesia gótica de San Esteban que guarda un interesante cristo de alabastro. Ermita de San Bartolomé, de construcción tardía, con algún elemento reaprovechado, como la celosía de una ventana que puede ser mozárabe. Las Torres de los Salazar son los edificios fortificados más simbólicos y constan de dos torres y cuerpo central, fueron levantadas entre los siglos XVI y XVIII. Las torres fueron el solar de esta familia, de gran protagonismo en la historia de la comarca y en el desarrollo de Castilla. En la parte trasera de la casa hay una hermosa galería a modo de logia renacentista.
- Villanueva la Blanca: núcleo que conserva numerosas casas armeras, algunas de buenas fachadas. La mayoría con arcos de medio punto en la entrada y escudos u otros elementos formales góticos, barrocos y renacentistas. Iglesia de San Pedro, de una nave del siglo XVII, conserva un interesante altar de esa fecha con pasajes de la Pasión.
- Torme: conserva varias casas armeras de interés. Destaca la Casa-palacio del siglo XVI, perteneciente a la familia López de Salazar situada a la entrada del pueblo con exquisita decoración renacentista en la fachada principal. Iglesia de San Martín: siglo XII, con elementos románicos en su ábside, en los capiteles y en la portada. Ermita de los Mártires, a un kilómetro del pueblo a orillas del Trema.
- Fresnedo: en sus alrededores se encuentra emplazada la necrópolis altomedieval de Peña Horrero, de gran interés histórico. La iglesia de San Pantaleón es de estilo gótico/renacentista y tiene un gran tamaño.
- Bocos: lugar del señorío de los Medinilla. La iglesia de San Pedro conserva una sencilla portada románica del siglo XII, siendo el resto del edificio del siglo XVI. Junto a la iglesia la muralla y la portada con escudo del siglo XVIII, restos del antiguo palacio de los Medinilla.
- Villacomparada de Rueda: iglesia románica-popular de San Martín del siglo XII. Destaca el ábside y la bóveda de cañón con arcos fajones. El conjunto del edificio es muy armonioso. Palacio de los Saravia de Rueda (siglo XVI). Casas blasonadas, destacando una pequeña torre al fondo del pueblo, reconvertida en vivienda rural. Restos de necrópolis altomedievales.
- Andino: torre-palacio de los Rueda (siglo XV), derruido.
- Barruelo: casas blasonadas e iglesia de la Magdalena, siglos XV-XVI.
- Barriosuso: iglesia de San Miguel, gótico popular.
- Campo: iglesia románica popular del siglo XII.
- Casillas: iglesia de San Román. Gótico popular.
- Céspedes: iglesia de San Martín. Interesante conjunto de arquitectura popular con numerosos elementos de arquitectura culta: blasones, ventanas apuntadas, dinteles labrados, etc.
- Incinillas: iglesia con restos románicos del siglo XII.

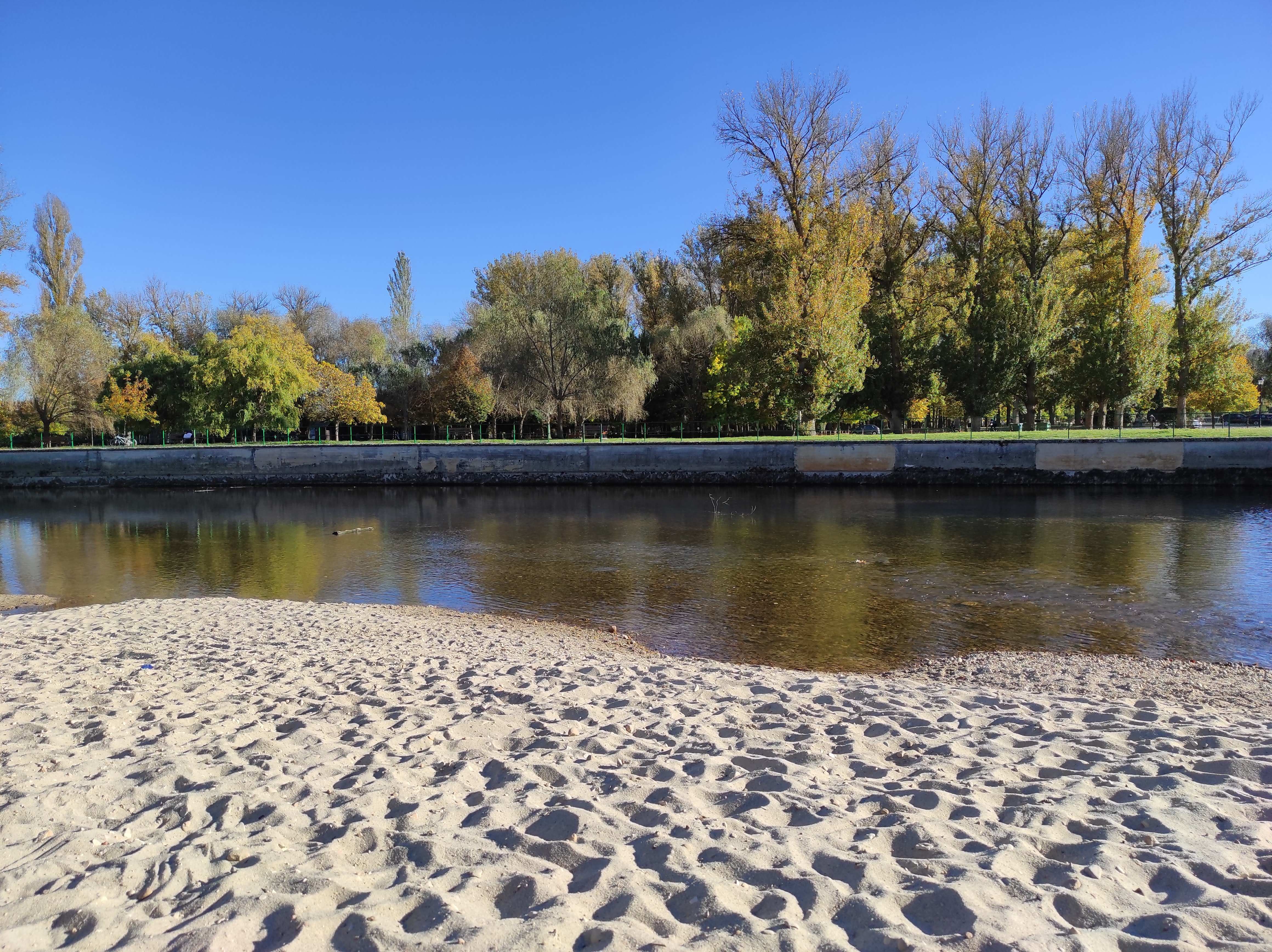
Playa de Villarcayo sobre el río Nela

- Piscinas naturales en el río Nela.Playa de Villarcayo sobre el río NelaMozares: iglesia de San Román, barroco popular, de reducidas dimensiones.

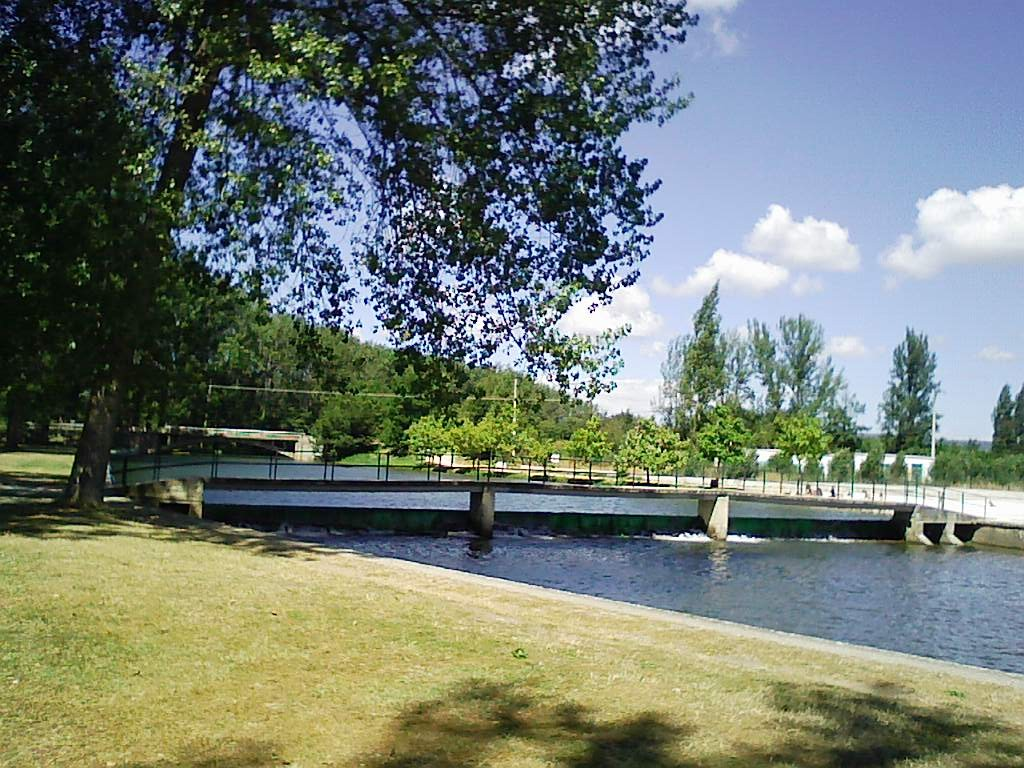
Piscinas naturales en el río Nela.

- Santa Cruz de Andino: torre de los Gómez de Porras e iglesia siglos XVI-XVII con decoración heráldica en su interior.
- Villacanes: casona solariega.
- Villanueva la Lastra: casa torre de Ribarcardo, construcción del siglo XIV, una de las casas más antiguas conservadas en la comarca. Iglesia de la Asunción de Nuestra Señora. Gótico popular.
- Villarías: palacio de los Arce. Interesante casa armera de grandes dimensiones.

### Parroquia
Iglesia parroquial católica de Santa Marina Virgen y Mártir, en el Arcipestrazgo de Merindades de Castilla la Vieja, diócesis de Burgos. Comprende las siguientes localidades: Andino, Horna de Villarcayo, Quintanilla Socigüenza y Santa Cruz de Andino.

### Parques y jardines
Situado a escasos metros de la plaza Mayor, el parque El Soto cuenta con amplias arboledas, donde domina especialmente el chopo y la acacia. El río Nela baña todo el parque y está convertido en piscinas naturales donde además del baño, se pueden practicar otros deportes náuticos en zonas reservadas.

## Cultura

### Fiestas populares
Desde el año 1571, la localidad tiene el privilegio de celebrar mercado semanal todos los lunes. El lunes de Pascua y el día posterior al Corpus Christi Villarcayo celebra dos importantes ferias. Las fiestas de la Merindad, celebradas en su mayoría durante el periodo estival, gozan de gran afluencia de visitantes. En Villarcayo destaca la verbena de Las Guindas, el 17 de julio, que incluye la degustación del típico licor de guindas, víspera de Santa Marina, patrona de la villa; el 31 de julio, día de San Ignacio de Loyola, se celebra una jornada de confraternización con los visitantes. Las fiestas patronales de Nuestra Señora y San Roque, se celebran desde el 14 hasta el 18 de agosto. Asimismo a finales del mes de agosto tiene lugar el tradicional concurso nacional hípico de saltos. Las fiestas de Carnaval han experimentado un gran auge en los últimos años. 
Los pueblos de la Merindad también celebran en la época estival sus fiestas patronales que son muy concurridas.

### Deportes y ocio
El municipio dispone de numerosas instalaciones deportivas. El complejo deportivo "El Soto" cuenta con campos de fútbol, frontón, frontón cubierto, pistas de tenis, cancha de baloncesto, pistas de futbito y bolera; Villarcayo tiene además polideportivo y piscinas municipales. En el río Nela se puede disfrutar de piscinas naturales. En la mayoría de los pueblos hay boleras de tres tablones. El entorno es idóneo para la práctica de deportes estrechamente ligados al medio natural: espeleología, senderismo, piragüismo, equitación, caza y pesca, esta última actividad practicable en el Nela y el Trema. Las características físicas del municipio permiten el uso tanto de la bici de montaña como de paseo. El complejo del parque de El Soto es el mejor lugar de esparcimiento y de recreo para los visitante y habitantes de la Villa. En diferentes puntos existen zonas acondicionadas para el baño y el recreo: Escanduso, Escaño, Tubilla, Cigüenza (el cauce), Villarcayo (piscinas, la presa y las francesas), Bocos, Torme (presa y cerca de Butrera), Mozares y Remolino. El campo de golf de Villarías amplia la oferta deportiva del municipio.
Además, cuenta el municipio con un equipo masculino de fútbol que juega en primera división Regional (Grupo A), categoría aficionado: Villarcayo Nela C.F. El campo de fútbol queda enclavado en el centro del complejo deportivo "El Soto", siendo por esto y por su perfecto estado de mantenimiento, uno de los mejores terrenos de juego de toda la provincia de Burgos. 
Cuenta con un circuito municipal de motocross, deporte con gran aceptación en el pueblo.
El deporte principal de Villarcayo ha sido históricamente los Bolos tres tablones que se llevan practicando en la región desde hace varios siglos y han sido el divertimento principal del municipio. En la Bolera Nela de Villarcayo, aún hoy en día se practica activamente este deporte y es una de las boleras federadas que participa en los Campeonatos de España de esta modalidad deportiva

### Gastronomía
La gastronomía de la Merindad es muy variada. Sobresalen especialmente los embutidos, como el chorizo y la morcilla que tanta fama han dado a Villarcayo (chorizo de Villarcayo). Otros productos que se elaboran en el municipio son el queso fresco, las patatas fritas, la rosca (pan con chorizo) y la repostería. Tampoco se deben olvidar todos los derivados de la miel y de los lácteos que se envasan en la villa. Las carnes en general destacan por su excelente calidad, y prueba de ello es la reciente creación de una marca de calidad:

Carne de las Merindades.

## Infraestructuras

### Gas natural
Distribución de gas natural canalizado en los términos municipales de Villarcayo de Merindad de Castilla la Vieja y Medina de Pomar mediante tubería en polietileno de alta densidad enterrada. La red tiene su inicio en un centro de almacenamiento de gas natural licuado de 100 m³, situado en Villarcayo. De esta red principal derivan dos ramales, uno de ellos se dirige hacia el oeste por la carretera local de Villarcayo a Medina de Pomar, pasando al sur de Villacomparada de Rueda hasta el núcleo urbano de Villarcayo; el otro ramal se dirige hacia el sureste, pasando por el núcleo urbano de Villanueva la Lastra, hasta llegar a la carretera CL-628, por la que discurre de forma paralela hacia el este hasta el núcleo urbano de Medina de Pomar. Desde el núcleo urbano de Villarcayo se distribuirá en DN 160 a las urbanizaciones de «Villahermosa» y «Campo de Aviación» y de estos a su vez, parten las redes secundarias. La longitud total prevista de 29 951 metros (enlace roto disponible en Internet Archive; véase el historial, la primera versión y la última)..

## Urbanismo

### Convenios urbanísticos
- Convenio urbanístico para la modificación del vial de nueva apertura en la zona sureste de Villarcayo, en intersección con la calle Nuño Rasura, junto al Hotel Plati. (enlace roto disponible en Internet Archive; véase el historial, la primera versión y la última).

- Convenio urbanístico para desarrollar las determinaciones del Polígono UR 19 C-X (Monte Castellanos), así como su gestión e instrumentación. (enlace roto disponible en Internet Archive; véase el historial, la primera versión y la última).

- Convenio urbanístico suscrito con casi la totalidad de los propietarios afectados por las obras de la calle de Nueva Apertura, también denominada Ronda Sureste, para la cesión gratuita por parte de los propietarios de la porción de terrenos que se ve afectada por la ejecución de las obras de vial perimetral Sureste, que aceptan la segregación de su finca expuesta en el Plan Especial. (enlace roto disponible en Internet Archive; véase el historial, la primera versión y la última).

- Convenio urbanístico de Gestión para la sustitución del Colector General de Aguas Residuales y Pluviales y su ejecución a costa de la promotora Promociones Urraki, S.A.  (enlace roto disponible en Internet Archive; véase el historial, la primera versión y la última).